# 黥基·德·贝马拉哈自然保护区
黥基·德·贝马拉哈自然保护区是马达加斯加的一个自然保护区，位于马达加斯加中部的西海岸。1990年由于具有独特的地理位置、保留较好的红树林、野生鸟类和狐猴种群，列入联合国教科文组织世界遗产名录。保护区南部是黥基·德·贝马拉哈国家公园。

## 旅游
游客可以通过穆龙达瓦向北步行150 km到达保护区，也可从安察卢瓦出发。另可从马哈赞加或塔那那利佛乘飞机前往。

## 登录基准
该世界遗产被认为满足世界遺產登錄基準中的以下基準而予以登錄：
- （vii）包含出色的自然美景与美学重要性的自然现象或地区。
- （x）拥有最重要及显著的多元性生物自然生态栖息地，包含从保育或科学的角度来看，符合普世价值的濒临绝种动物种。